# Dôme de Upunusa
Upunusa Tholus
Pour les articles homonymes, voir Upunusa.
Le dôme de Upunusa (désignation internationale : Upunusa Tholus) est un dôme situé sur Vénus dans le quadrangle de Metis Regio. Il a été nommé en référence à Upunusa, déesse de la Terre dans les îles Leti et Babar (Indonésie).